# Wolfgang Ribbe
Wolfgang Ribbe (* 3. Januar 1940 in Berlin; † 26. August 2021) war ein deutscher Historiker, der zahlreiche Arbeiten vor allem zur Geschichte von Berlin-Brandenburg und zur neueren deutschen Geschichte vorgelegt hat. Er war von 1996 bis 2009 Vorsitzender der Historischen Kommission zu Berlin.

## Leben
Nach dem Staatsexamen (1967) in den Fächern Alt- und Neugermanistik, Mittelalterliche und Neuere Geschichte, Philosophie, Politische Wissenschaften und Pädagogik wurde Ribbe 1971 als Wissenschaftlicher Assistent von Reinhard Elze mit einer Arbeit zur spätmittelalterlichen Chronistik promoviert. 1972 zum Assistenzprofessor ernannt, habilitierte sich Ribbe 1976 mit Studien über die Zisterzienser in Brandenburg, für die er u. a. das „Prozeßregister des Klosters Lehnin“ edierte. 1978 berief ihn der Berliner Wissenschaftssenator auf eine Professur für die Geschichte von Berlin-Brandenburg an der Freien Universität Berlin, die er bis 1996 wahrnahm. Gasteinladungen von Universitäten führten ihn nach Frankreich, China, Japan und in die USA.
Ribbe beteiligte sich an mehreren universitären Forschungsprojekten (Zisterzienser, „Germania Slavica“, Soziale Mobilität im frühmodernen Staat) oder initiierte sie (Hauptstadtfinanzierung in Deutschland). Daneben stehen stadtgeschichtliche Forschungen, u. a. in Zusammenarbeit mit Stadtplanern, Architekten und Denkmalschützern. Er edierte zentrale Quellen zur mittelalterlichen und neueren Geschichte Berlin-Brandenburgs, gab grundlegende Handbücher zur Geschichte der Region heraus, veröffentlichte die Ergebnisse zahlreicher Konferenzen in Tagungsbänden und übernahm die wissenschaftliche Beratung von TV-Medienprojekten.

## Schriften (Auswahl)
Ein vollständiges Schriftenverzeichnis Ribbes (bis 2012) und eine ausführliche Vita enthält die Widmungsschrift zum 70. Geburtstag: Die Gründung der drei Friedrich-Wilhelms-Universitäten. Universitäre Bildungsreform in Preußen. Herausgegeben von Thomas Becker und Uwe Schaper (= Veröffentlichungen der Historischen Kommission zu Berlin, Band 108). Berlin/Boston 2013.

### Monografien
- mit Wolfgang Schäche: Die Siemensstadt. Geschichte und Architektur eines Industriestandortes. Verlag Ernst und Sohn, Berlin 1985, ISBN 3-433-01023-4.
- Berlin 1945–2000. Grundzüge der Stadtgeschichte (= Kleine Schriftenreihe der Historischen Kommission zu Berlin. Heft 6). Berliner Wissenschaftsverlag, Berlin 2002, ISBN 3-8305-0314-8.
- mit Rosemarie Baudisch: Gedenken auf Porzellan. Eine Stadt erinnert sich. Nicolai-Verlag, Berlin 2014, ISBN 978-3-89479-843-7.

### Herausgeberschaften
- mit Wolfgang Schäche: Baumeister, Architekten, Stadtplaner. Biographien zur baulichen Entwicklung Berlins. Stapp Verlag, Berlin 1987, ISBN 3-87776-210-7.
- Geschichte Berlins (= Berlin-Forschungen der Historischen Kommission zu Berlin. Band 2/1–2). 3., erweiterte und aktualisierte Auflage. Band 1–2, Berliner Wissenschafts-Verlag, Berlin 2002, ISBN 3-8305-0166-8 (vorherige Auflagen: C.H. Beck, München).
- mit Helmut Engel: Hauptstadt Berlin – Wohin mit der Mitte? Historische, städtebauliche und architektonische Wurzeln des Stadtzentrums (= Publikationen der Historischen Kommission zu Berlin). Tagungsband. Akademie Verlag, Berlin 1993, ISBN 3-05-002403-8.
- mit Ingo Materna: Brandenburgische Geschichte. Akademie Verlag, Berlin 1995, ISBN 3-05-002508-5.
- Das Havelland im Mittelalter. Untersuchungen zur Strukturgeschichte einer ostelbischen Landschaft in slawischer und deutscher Zeit. Duncker & Humblot, Berlin 1995, ISBN 3-428-06236-1.
- mit Helmut Engel: Karl-Marx-Allee – Magistrale in Berlin. Die Wandlung der sozialistischen Prachtstraße zur Hauptstraße des Berliner Ostens (= Publikationen der Historischen Kommission zu Berlin). Tagungsband. Akademie Verlag, Berlin 1996, ISBN 3-05-003059-3.
- mit Helmut Engel: Geschichtsmeile Wilhelmstraße (= Publikationen der Historischen Kommission zu Berlin). Tagungsband. Akademie Verlag, Berlin 1996, ISBN 3-05-003058-5.
- mit Helmut Engel: Via triumphalis. Geschichtslandschaft „Unter den Linden“ zwischen Friedrich-Denkmal und Schloßbrücke (= Publikationen der Historischen Kommission zu Berlin). Tagungsband. Akademie Verlag, Berlin 1997, ISBN 3-05-003057-7.
- mit Helmut Engel und Jörg Haspel: Geschichtswerkstatt Spreeinsel. Historische Topographie – Stadtarchäologie – Stadtentwicklung (= Publikationen der Historischen Kommission zu Berlin/Beiträge zur Denkmalspflege in Berlin. Sonderband). Tagungsband. Verlag für Berlin-Brandenburg, Berlin 1998, ISBN 3-932981-23-5.
- mit Hansjürgen Rosenbauer: Preußen. Chronik eines deutschen Staates. 2. Auflage. Nicolaische Verlagsbuchhandlung, Berlin 2001, ISBN 3-87584-023-2.
- Hauptstadtfinanzierung in Deutschland. Von der Reichsgründung bis zur Gegenwart (= Berlin-Forschungen der Historischen Kommission zu Berlin. Band 4). Berliner Wissenschafts-Verlag, Berlin 2004, ISBN 3-8305-0380-6.
- Die Karl-Marx-Allee zwischen Strausberger Platz und Alex (= Berlin-Forschungen der Historischen Kommission zu Berlin. Band 5). Berliner Wissenschafts-Verlag, Berlin 2005, ISBN 3-8305-0181-1.
- Schloß und Schloßbezirk in der Mitte Berlins. Das Zentrum der Stadt als politischer und gesellschaftlicher Ort (= Publikationen der Historischen Kommission zu Berlin). Tagungsband. Berliner Wissenschafts-Verlag, Berlin 2005, ISBN 3-8305-0180-3.
- mit Jürgen Kloosterhuis und Uwe Schaper: Schloss. Macht und Kultur. Entwicklung und Funktion Brandenburg-Preußischer Residenzen (= Schriftenreihe der Historischen Kommission zu Berlin/Schriftenreihe des Landesarchivs Berlin. Band 15). Tagungsband. Berliner Wissenschafts-Verlag, Berlin 2012, ISBN 978-3-8305-3025-1.

### Editionen
- Die Aufzeichnungen des Engelbert Wusterwitz. Überlieferung, Edition und Interpretation einer spätmittelalterlichen Quelle zur Geschichte der Mark Brandenburg. Colloquium Verlag, Berlin 1973, ISBN 3-7678-0338-0.
- mit Johannes Schultze: Das Landbuch des Klosters Zinna. Editio princeps. Colloquium Verlag, Berlin 1976, ISBN 3-7678-0397-6.
- Das Prozeßregister des Klosters Lehnin (= Bibliothek der Brandenburgischen und Preußischen Geschichte). Verlag für Berlin-Brandenburg, Berlin 1998, ISBN 3-930850-80-X.
- Hofrechnungen der Wittelsbacher in Brandenburg 1340–1345. In: Jahrbuch für die Geschichte Mittel- und Ostdeutschlands. Band 53, 2007, ISBN 978-3-598-23202-2, S. 71–192.
- mit Gaby Huch: Regesten der Urkunden von Berlin/Cölln im Mittelalter (1238 bis 1499). Mit Nachträgen für die Zeit von 1500 bis 1815 (= Berlin-Forschungen der Historischen Kommission zu Berlin. Band 7; = Schriftenreihe des Landesarchivs Berlin. Band 13). Berliner Wissenschafts-Verlag, Berlin 2008, ISBN 978-3-8305-1579-1.
- mit Peter Bahl: Die Matrikel der Friedrich-Wilhelms-Universität zu Berlin 1810–1850 (= Einzelveröffentlichungen der Historischen Kommission zu Berlin. Band 86/1–3), Band 1–3. Verlag de Gruyter, Berlin/New York 2010, ISBN 978-3-11-023116-8.

### Beiträge zur Zeitgeschichte
- Genealogie und Zeitgeschichte. Studien zur Institutionalisierung der nationalsozialistischen Arierpolitik. In: Herold-Jahrbuch. NF 3, 1998, ISBN 3-7686-3076-5, S. 73–108.
- Die Reichshauptstadt Berlin in den Lageberichten der Gestapo 1933 bis 1936. In: Der Bär von Berlin. Jahrbuch 2016 des Vereins für die Geschichte Berlins. ISSN 0522-0033, S. 139–166.